# Sebastián Gómez
Sebastián Gómez Pérez (sinh 1 tháng 11 năm 1983) là một cầu thủ bóng đá Andorra gốc Uruguay thi đấu cho UE Engordany, ở vị trí tiền đạo.

## Sự nghiệp
Gómez bắt đầu sự nghiệp tại Principat năm 2007, sau đó chuyển đến Rànger's năm 2008. Anh ký hợp đồng cho Sant Julià năm 2009.
Anh ra mắt quốc tế cho Andorra năm 2008.